# Antoine Edme Adam de Barbazan
Antoine Edme Adam dit Barbazan, né le 8 août 1749 à Paris, mort le 18 août 1829 dans la même ville, est un général français de la Révolution et de l’Empire.

## Biographie
Il entre au service en qualité de volontaire en 1767, et va passer par tous les grades ; le 9 octobre 1792 il est nommé colonel au 16e régiment de Dragons ; le grade de général de brigade lui est conféré le 6 mai 1793.
Il entre dans l'armée des côtes de Cherbourg en 1795, puis dans la 16e division militaire de 1803 à 1812. Il est fait officier de la légion d'honneur le 14 juin 1804.
Il est mis en retraite en 1817 après 50 ans de service.

## Sources
- Jean-Baptiste-Pierre Jullien de Courcelles, Dictionnaire historique et biographique des généraux français depuis le XIe jusqu'en 1820, t. premier, 1820 (lire en ligne), p. 20
- SHD Armée de Terre. Officiers Généraux de l’Armée de Terre et des Services (Ancien Régime-2010). Répertoire alphabétique sous la direction du Lieutenant Benoît Lagarde.